# 徐昭佩
徐昭佩（？—549年），梁元帝蕭繹的正妻，祖父是徐孝嗣，父親徐緄。

## 生平
517年十二月，被迎娶為湘東王妃。出嫁當時路經西州，狂風大作，竟吹倒房子；之後又下暴風雪，把喜事的帷簾都覆蓋成白色；等新娘來到夫家時，又發生西州大雷狂作，把柱子都震碎的事，因此被認為是不祥的預兆。婚後，生下兒子蕭方等、女兒益昌公主蕭含貞。
徐妃容貌嬌豔，因蕭繹瞎了一隻眼睛的關係，對他也沒什麼禮貌。蕭繹後來與徐妃感情不睦，因此兩三年才去她那裡留宿一次。而徐妃每次聽說蕭繹要來她這裡，就故意化妝只畫半張臉，稱為半面妝，諷刺他瞎一隻眼的事，而蕭繹看到便大怒離去。此事成為謎語中「徐妃格」的來歷。徐妃又嗜酒，往往喝個爛醉，因此蕭繹回到她這裡時，也發生過她嘔吐在蕭繹衣服上的事。徐妃個性也頗善妒，見到不受寵的妾，便與她們一同喝酒；得知有姬妾懷孕的，便手刃她們。但和永康公主蕭玉嬛感情極好。
中年後的徐妃曾數次與人淫亂。起初，與荊州後堂瑤光寺智遠道人通姦。之後她又看上蕭繹身邊的親信暨季江，因為暨季江頗具姿色，徐妃便與之通姦，暨季江時有感嘆：「柏直狗雖老猶能獵，蕭溧陽馬雖老猶駿，徐娘雖老猶尚多情」，後來成為「徐娘半老」的典故。而當時有位叫賀徽的人，是有名的美男子，徐妃也要求他在普賢尼寺與她通姦，兩人甚至在枕頭上題詩相互贈答。
蕭繹不喜歡徐妃，而喜歡側室王貴嬪，王貴嬪為他生下蕭方諸。但是王貴嬪很年輕就過世了，蕭繹一直認為是徐妃害死她的。徐妃之子蕭方等年輕有為，很得蕭繹喜愛；蕭繹偶然去找徐妃，因為蕭方等的關係，很難得地想與徐妃和睦相處，不但稱讚她的兒子，又一面感慨：「要是能再得到一個像方等一樣的兒子，我還有什麼好擔憂的呢？」徐妃聽完此話竟哭泣離去，讓蕭繹很生氣，竟將她淫穢的行為書寫公諸大閤。後來方等戰死，蕭繹對她也不再有所顧忌，便逼令她自殺。徐妃自知難逃一死，遂投井自殺。蕭繹將她的屍體送回徐家，並且說這是休妻。徐妃被葬在江陵瓦官寺，蕭繹後來甚至在自己的著作《金樓子》裡公開徐妃的淫行。

## 外部連結
[在维基数据编辑]
 《南史·卷12》，出自李延壽《南史》